# Tramlijn Zandvoort
De Tram van Zandvoort waren twee elkaar opvolgende lokale tramlijnen in Zandvoort, in 1882 en van 1884 tot 1907. De lijn in 1882 was de éérste, niet op accu's rijdende, elektrische tramlijn van Nederland.

## Elektrische tramlijn (1882)

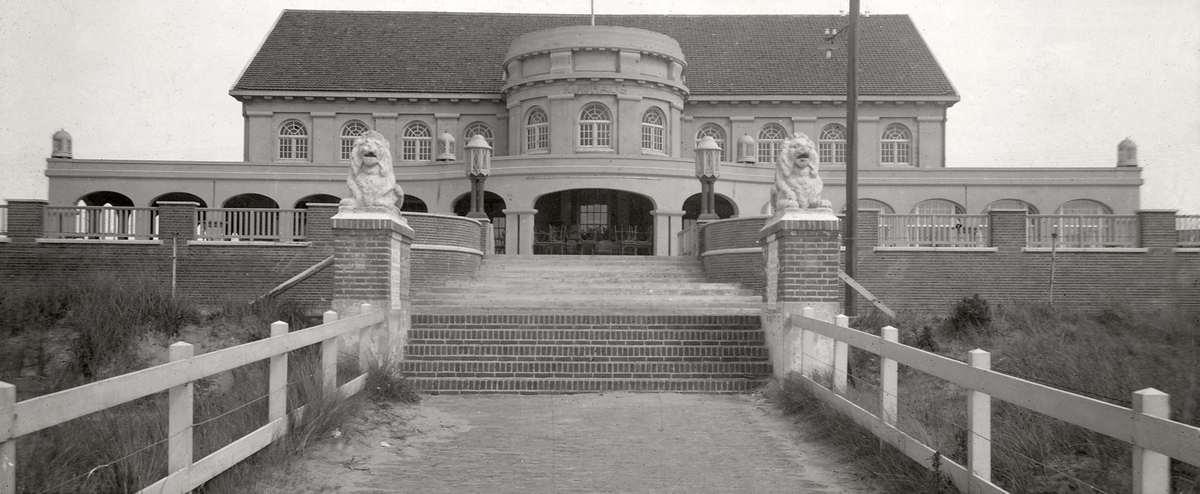
Het Kurhaus in Zandvoort in 1916.

De eerste tramlijn werd geopend op 8 juni 1882 en liep van de Passage (tussen Kurhaus en het toenmalige Station Zandvoort) naar park Kostverloren, een afstand van 1,2 km. Een dag later begon de dienst.
De metersporige lijn, aangelegd door de Electrische Tramweg-Maatschappij Zandvoort was de eerste elektrische tramlijn in Nederland. De stroomgeleiding gebeurde door de van elkaar geïsoleerde spoorstaven, waar een spanningsverschil van 170 V op stond, opgewekt door een in het park Kostverloren opgestelde elektriciteitscentrale waar een 15 pk stoommachine een generator aandreef. De tram zelf was gebouwd door Siemens.
De lijn mocht aanvankelijk op veel belangstelling rekenen, maar de bestemming in het wandelpark was volgens dagblad De Amsterdammer "van te weinig belang", en omdat de baan regelmatig onder het zand stoof, was de lijn financieel geen succes: tegenover ƒ 1700 aan inkomsten stond ƒ 5000 aan uitgaven. De dienst werd op 1 oktober gestaakt.
Dit was eerste elektrische tram in Nederland; vanaf 1890 tot 1904 reden er accutrams in Den Haag.

## Paardentramlijn (1884-1907)

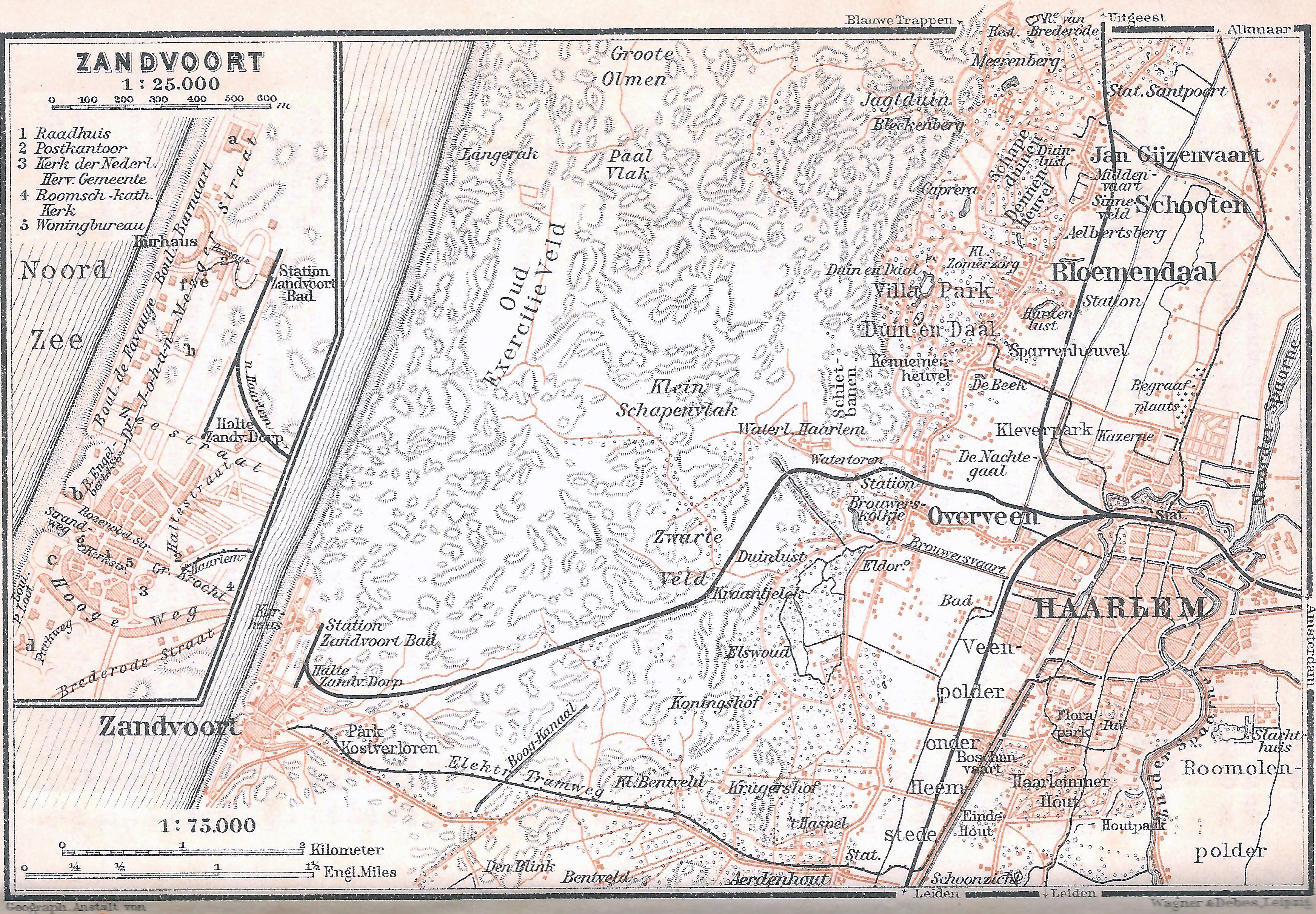
Spoor- en tramlijnen tussen Haarlem en Zandvoort en de situatie te Zandvoort in 1905, toen alléén Passage - Burg. Engelbertsstraat nog in dienst was.

Op 4 juli 1883 werd de lijn heropend volgens het nieuwe tracé Passage — Burgemeester Engelbertsstraat — Hoogeweg (bij het badhuis waarvan A.H.J. van Wickevoort Crommelin een van de exploitanten was). De lijn had paardentractie en een spoorwijdte van 750mm. De maatschappij werd op 10 juli datzelfde jaar hernoemd in de Tramweg-Maatschappij Zandvoort.
De lijn werd alleen in de zomer bereden. 
In 1889 werd dichter bij het dorp een spoorweghalte Zandvoort Dorp geopend. In datzelfde jaar op 23 september werd de dienst gestaakt.
Op 27 april 1895 nam de Buffet-Maatschappij „E Pluribus Unum” (Uit velen één), die ook de tramlijn Beverwijk - Wijk aan Zee uitbaatte, de lijn over, en op 10 juli dat jaar werd de dienst hervat over de 800m tussen de Passage en de Burgemeester Engelbertsstraat. De lijn werd weer alleen 's zomers geëxploiteerd, met paardentractie. De tramlijn reed voor het laatst op 1 september 1907. In 1908 werd Station Zandvoort verplaatst naar zijn huidige locatie (ter hoogte van de Zeestraat).